# Kusno Hadi Saputra
Kusno Hadi Saputra (ur. 12 grudnia 1989) – indonezyjski zapaśnik w stylu klasycznym.
Zajął siódme miejsce na igrzyskach azjatyckich w 2014. Złoty medalista igrzysk Azji Południowo-Wschodniej w 2013 i brązowy w 2011 roku.